# Curimataú Ocidental (tiểu vùng)
Curimataú Ocidental là một tiểu vùng thuộc bang Paraíba, Brasil. Tiều vùng này có diện tích 3878 km², dân số năm 2007 là 107351 người.